# Pachycormus (animal)

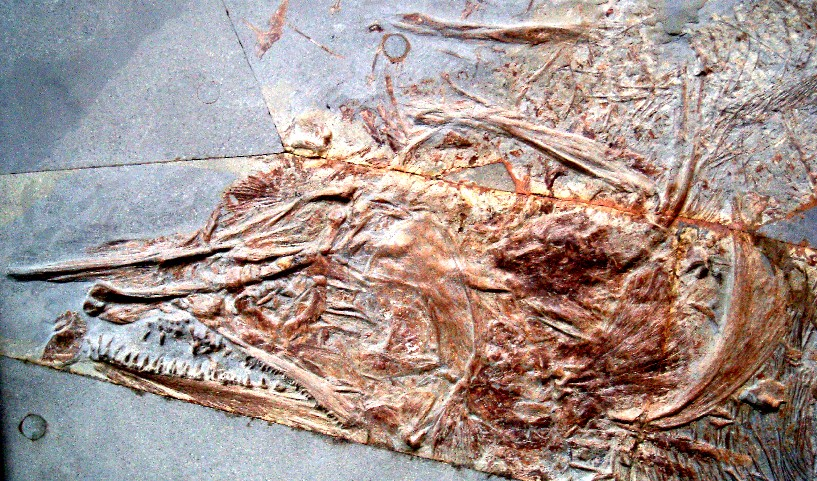
Fósil de Pachycormus esocinus.

Pachycormus es un género extinto de peces que vivió en el periodo Jurásico. Medía 1 m (3.5 ft) de longitud.